# Szaúd-Arábia uralkodóinak listája
Az alábbi lista Szaúd-Arábia királyait tartalmazza.

## Előd királyságok

### Hidzsászi Királyság (1916–1925)
Az Arab-félsziget nyugati partján feküdt.
| Portré    | Uralkodó                          | Uralkodott               | Neve átírásban | Megjegyzés |
| --------- | --------------------------------- | ------------------------ | -------------- | --- |
| Hásemiták |                                   |                          |                | |
|           | Husszein * 1854 † 1931. június 4. | 1916–1924 VI. 10. X. 3.  |                | |
|           | Ali * 1879 † 1935. február 14.    | 1924–1925 X. 3. XII. 19. |                | Husszein fia. Testvérei: I. Abdullah jordániai király és I. Fejszál iraki király. 1926. január 8-án egyesítették Neddzsel. |

### Nedzsi Szultanátus (1921–1926)
Az Arab-félsziget belső területén feküdt.
| Portré    | Uralkodó                                          | Uralkodott         | Neve átírásban | Megjegyzés                                                                             |
| --------- | ------------------------------------------------- | ------------------ | -------------- | -------------------------------------------------------------------------------------- |
| Szauditák |                                                   |                    |                |                                                                                        |
|           | Abdul-Aziz * 1876. január 15. † 1953. november 9. | 1921–1926 ?? I. 8. |                | 1902 és 1921 között Rijád egyetlen emírje. 1926. január 8-án egyesítették Hidzsásszal. |

### Nedzs és Hidzsász Királysága (1926–1932)
| Portré    | Uralkodó   | Uralkodott              | Neve átírásban | Megjegyzés                                          |
| --------- | ---------- | ----------------------- | -------------- | --------------------------------------------------- |
| Szauditák |            |                         |                |                                                     |
|           | Abdul-Aziz | 1926–1932 I. 8. IX. 23. |                | 1932. szeptember 23-tól az állam neve Szaúd-Arábia. |

## Szaúd-Arábia királyai
| Uralkodó  | Uralkodó | Uralkodó                                          | Uralkodott                 | Neve átírásban                                                        | Megjegyzés      |
| --------- | -------- | ------------------------------------------------- | -------------------------- | --------------------------------------------------------------------- | --------------- |
| Szauditák |          |                                                   |                            |                                                                       |                 |
| 1         |          | Abdul-Aziz * 1876. január 15. † 1953. november 9. | 1932–1953 IX. 23. XI. 9.   | عبد العزيز بن عبد الرحمن آل سعود Abdul-Aziz ibn Abdul-Rahman Al Szaúd |                 |
| 2         |          | Szaúd * 1902. január 12. † 1969. február 23.      | 1953–1964 XI. 9. XI. 2.    | سعود بن عبد العزيز آل سعود Szaúd ibn Abdul-Aziz Al Szaúd              | Abdul-Aziz fia. |
| 3         |          | Fejszál * 1906 † 1975. március 25.                | 1964–1975 XI. 2. III. 25.  | فيصل بن عبدالعزيز آل سعود Fejszál ibn Abdul-Aziz Al Szaúd             | Abdul-Aziz fia. |
| 4         |          | Khalid * 1913. február 13. † 1982. június 13.     | 1975–1982 III. 25. VI. 13. | خالد بن عبد العزيز آل سعود Khalid ibn Abdul-Aziz Al Szaúd             | Abdul-Aziz fia. |
| 5         |          | Fahd * 1921. március 16. † 2005. augusztus 1.     | 1982–2005 VI. 13. VIII. 1. | فهد بن عبد العزيز السعود Fahd ibn Abdul-Aziz Al Szaúd                 | Abdul-Aziz fia. |
| 6         |          | Abdullah * 1924. augusztus 1. † 2015. január 23.  | 2005–2015 VIII. 1. I. 23.  | عبد الله بن عبد العزيز آل سعود Abdullah ibn Abdul-Aziz Al Szaúd       | Abdul-Aziz fia. |
| 7         |          | Szalman * 1935. december 31.                      | 2015– I. 23.               | سلمان بن عبدالعزيز آل سعود Szalman ibn Adul-Aziz Al Szaúd             | Abdul-Aziz fia. |